# C2型蒸汽機車
C2型蒸汽機車，俗称“28吨型机车”，是一款在中国大陆窄轨铁路运用比较广泛的蒸汽机车，根据苏联铁路Kch4型和Kp4型或称Лт-4蒸汽机车改进而来。大多数C2型机车在地方铁路、森林铁路，以及厂矿铁路服役，一部分作为某些影视城的道具火车，用于影视拍摄。
机车整备质量28吨，粘着重量16吨，4根轴，无导轴从轴。所配的煤水车为3轴。苏联为2人制乘务组。中国增加了司炉为3人制。
生产厂家：石家庄动力机械厂，哈尔滨林业机械厂、牡丹江林业机械厂和敦化林业机械厂。

## 现存
- 临江北山公园供展示的森林铁路机车
- 北京交通大学机械工程楼前

## 参看
- C4型蒸汽机车